# Chevrolet Orlando

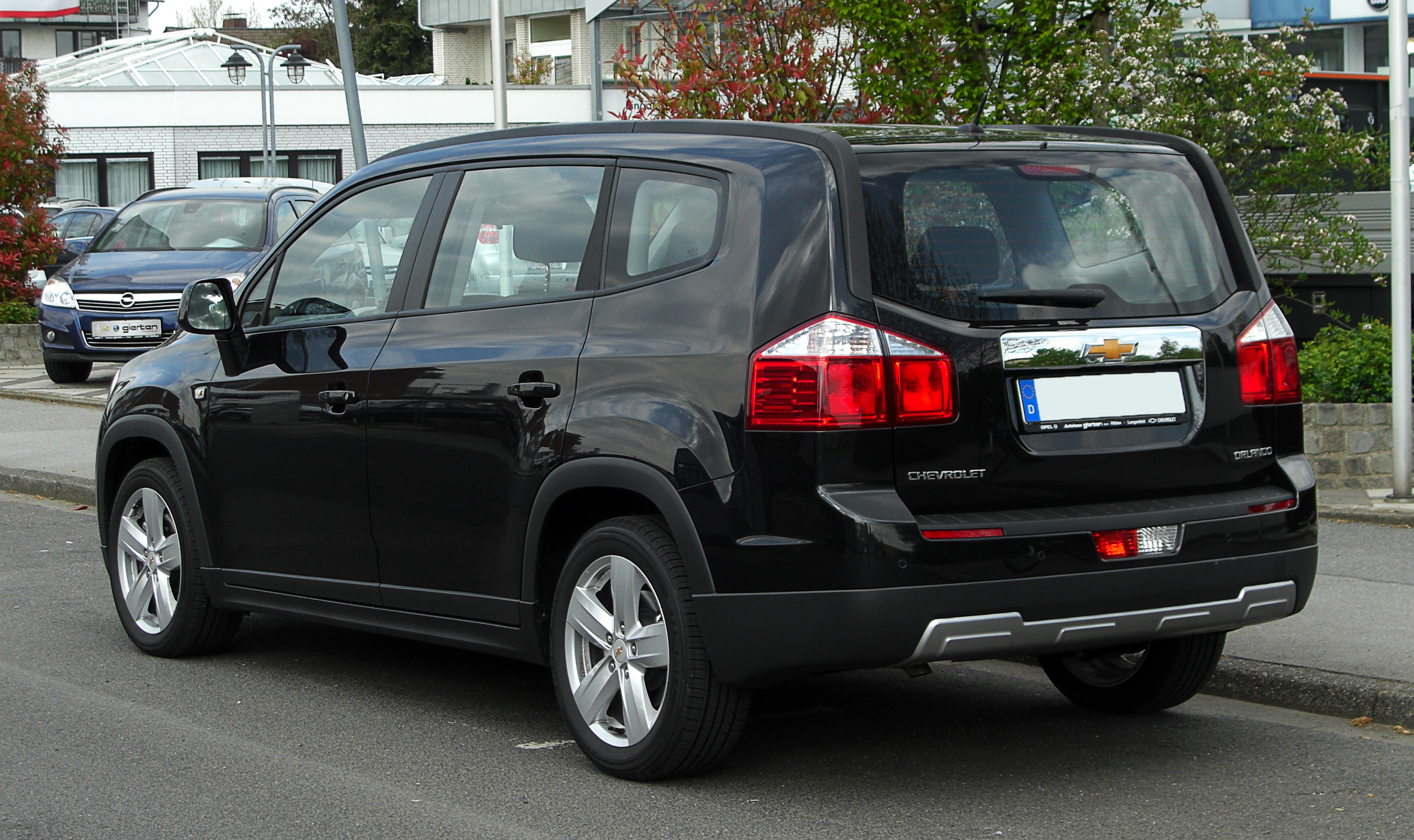
Chevrolet Orlando 1.8 LTZ

De Chevrolet Orlando is een midi-MPV of cross-over van Chevrolet die sinds eind 2010 wordt geproduceerd. De Orlando verving in Europa zowel de Chevrolet Tacuma als de Chevrolet HHR.

## Details
Op de Parijse Mondial de l'Automobile (2008) toonde Chevrolet de Orlando Concept als voorproefje op het productiemodel. Twee jaar later maakte het model in productievorm haar debuut op het Parijse autosalon. Begin 2011 werd het model leverbaar met een 1,8 liter benzinemotor (141 pk) en een 2,0 liter common-rail dieselmotor met 130 of 163 pk die in samenwerking met het Italiaanse VM Motori is ontwikkeld. De Orlando maakt gebruik van hetzelfde platform als de Chevrolet Cruze en Opel Astra J. De Orlando biedt plaats aan zeven personen. De zitplaatsen op de tweede en derde zitrij zijn zowel neerklapbaar als uitneembaar. De Orlando wordt niet geleverd in de Verenigde Staten, wel is het model sinds 2011 leverbaar in Canada. Aldaar heeft het model standaard een direct ingespoten 2,4 liter benzinemotor met 176 pk. In 2012 onderging de Orlando enkele wijzigingen voor modeljaar 2013. Het motorengamma werd uitgebreid met de 1.4 Turbo benzinemotor (140 pk) uit onder meer de Chevrolet Cruze en Trax, terwijl de dieselmotoren tot 11% zuiniger zijn geworden.

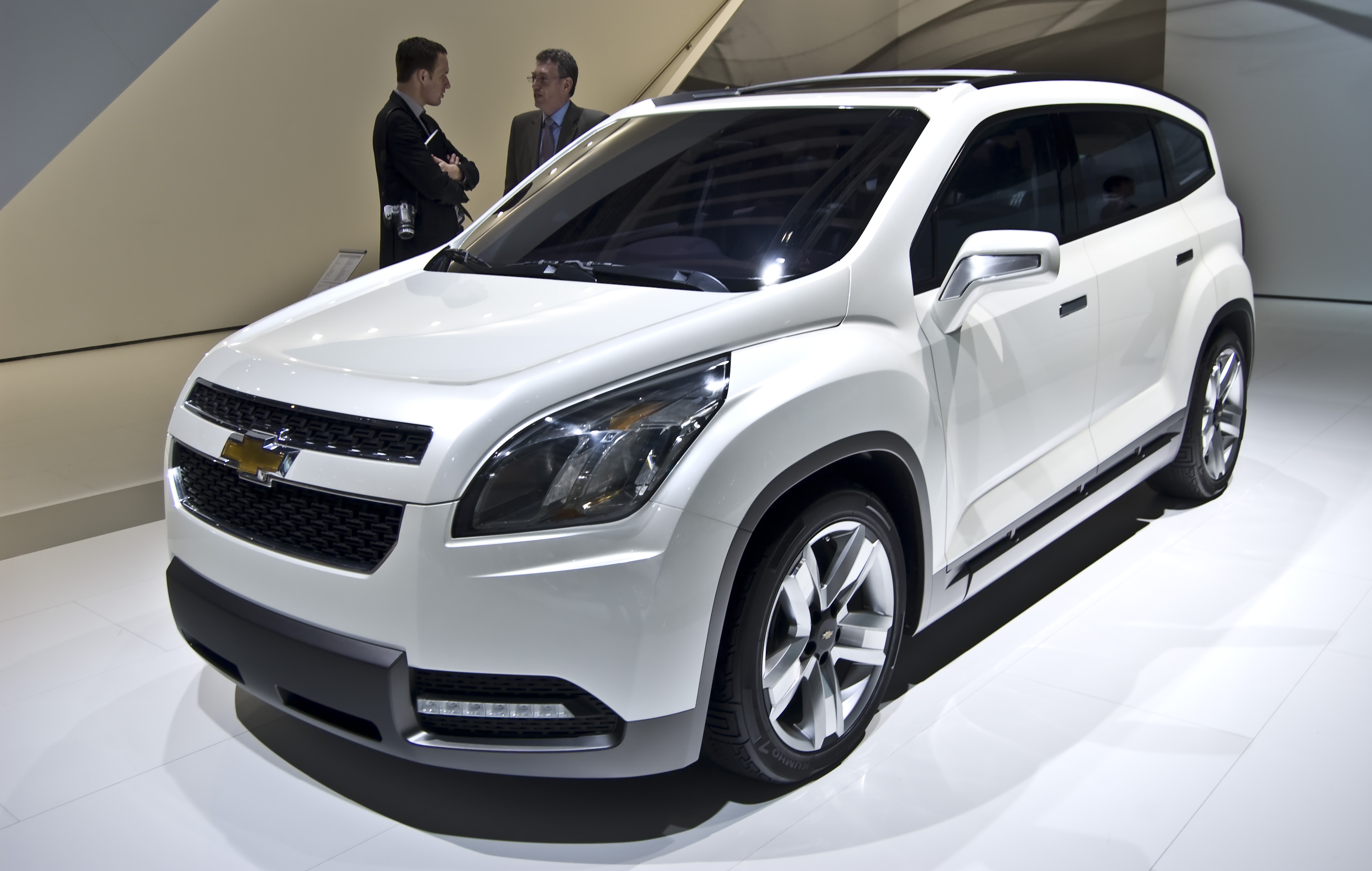
Chevrolet Orlando Concept
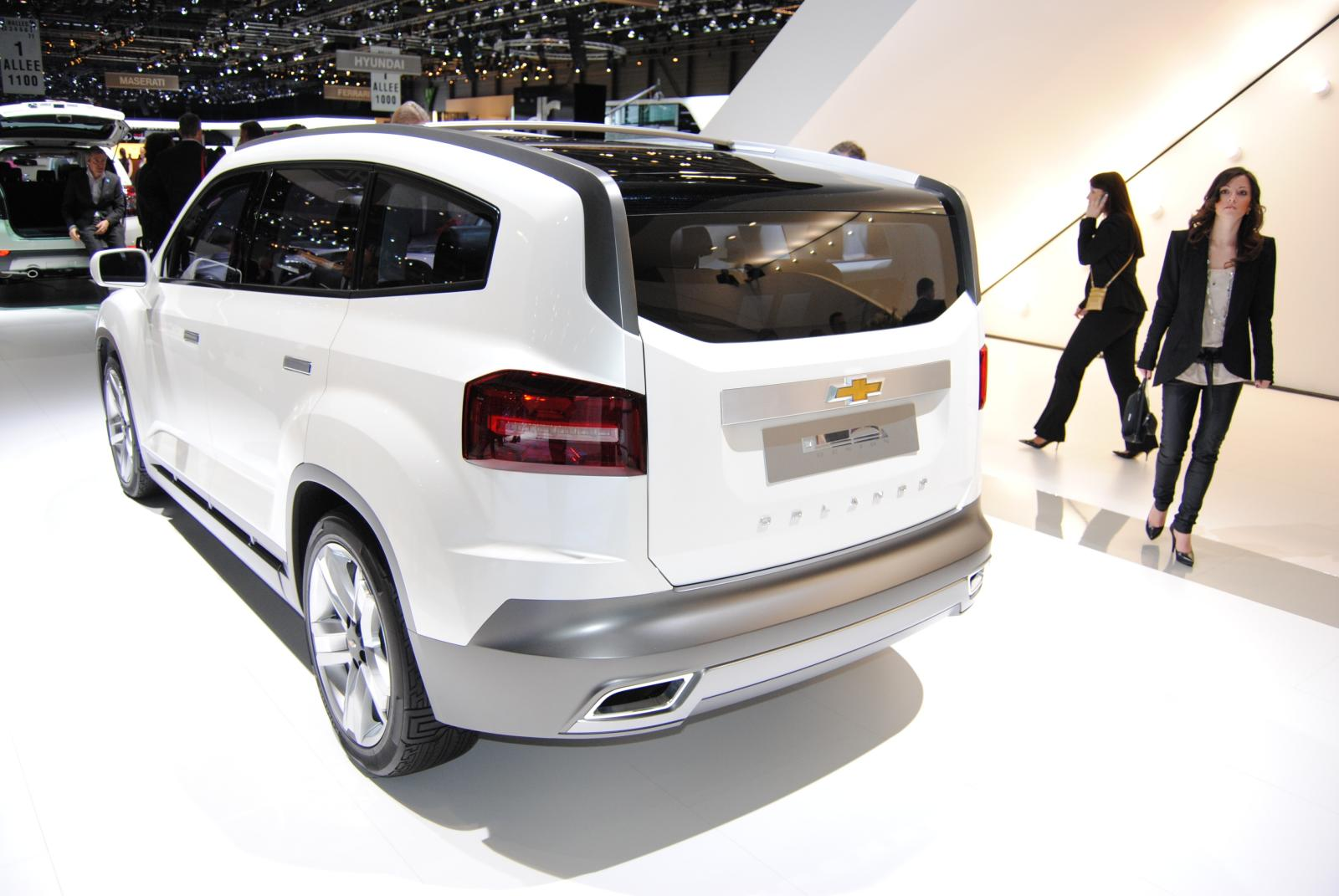
Chevrolet Orlando Concept

### EuroNCAP
In 2011 heeft EuroNCAP de botsveiligheid van de Chevrolet Orlando beoordeeld. Hier kreeg de Orlando vijf sterren voor de veiligheid van inzittenden. Het passagierscompartiment bleef stabiel in de frontale botsing. De bescherming van knieën en dijen is eveneens zeer goed. De Orlando kreeg de hoogst mogelijke score voor de beschermingen van volwassenen in de zijdelingse botsing.
| Merk en model     | resultaat | voetgangersveiligheid |
| ----------------- | --------- | --------------------- |
| Chevrolet Orlando | (95%)     | 49%                   |

### Registraties
| Jaartal | Nederland | Europa | Zuid-Korea | Canada |
| ------- | --------- | ------ | ---------- | ------ |
| 2010    | x         | 1      | x          | x      |
| 2011    | 343       | 19.856 | 17.237     | 1.128  |
| 2012    | 218       | 22.743 | 17.887     | 7.199  |

### Motoren
| Type           | Cilinders | Kleppen | Cilinderinhoud | Vermogen                       | Koppel                | CO2-uitstoot | Opmerkingen |
| -------------- | --------- | ------- | -------------- | ------------------------------ | --------------------- | ------------ | ----------- |
| Benzinemotoren |           |         |                |                                |                       |              |             |
| 1.4T           | 4         | 16      | 1362 cm³       | 103 kW (140 pk) bij 4900 min−1 | 200 Nm bij 1850 min−1 | 144 g/km     | 2012-heden  |
| 1.8            | 4         | 16      | 1796 cm³       | 104 kW (141 pk) bij 6200 min−1 | 176 Nm bij 3800 min−1 | 164-186 g/km | 2010-heden  |
| 2.4 DI         | 4         | 16      | 2384 cm³       | 130 kW (176 pk) bij 6700 min−1 | 232 Nm bij 4900 min−1 | n.n.b.       | 2011-heden  |
| LPG            |           |         |                |                                |                       |              |             |
| 1.8 BiFuel     | 4         | 16      | 1796 cm³       | 104 kW (141 pk) bij 6200 min−1 | 176 Nm bij 3800 min−1 | 172-186 g/km | 2011-heden  |
| 2.0 LPGi       | 4         | 16      | 1998 cm³       | 103 kW (140 pk) bij 6000 min−1 | 184 Nm bij 4600 min−1 | 203 g/km     | 2011-heden  |
| Dieselmotoren  |           |         |                |                                |                       |              |             |
| 2.0D           | 4         | 16      | 1998 cm³       | 96 kW (130 pk) bij 3800 min−1  | 315 Nm bij 2000 min−1 | 139-167 g/km | 2010-heden  |
| 2.0D           | 4         | 16      | 1998 cm³       | 120 kW (163 pk) bij 3800 min−1 | 360 Nm bij 2000 min−1 | 139-186 g/km | 2010-heden  |